# José Ortigoza
José Ortigoza, paragvajski nogometaš, * 1. april 1987, Asunción, Paragvaj.
Za paragvajsko reprezentanco je odigral 6 uradnih tekem in dosegel tri gole.